# Ла-Пас (Уругвай, муниципалитет)
Ла-Пас (исп. La Paz) — муниципалитет в Уругвае в департаменте Канелонес. Административный центр — Ла-Пас.

## История
Муниципалитет образован 15 марта 2010 года.

## Состав
В состав муниципалитета входят следующие населённые пункты и зоны:
- Ла-Пас
- Коста-и-Гильамон
- городок Пас С. А.
- район Копола
- район Ла-Луча